# Samuel Owusu
Samuel Kwame Owusu (ur. 28 marca 1996 w Akrze) – ghański piłkarz, występujący na pozycji prawoskrzydłowego w serbskim klubie FK Čukarički oraz w reprezentacji Ghany.

## Kariera klubowa
Swoją karierę piłkarską Owusu rozpoczął w klubie Red Bull Ghana. W 2012 roku zadebiutował w nim w drugiej lidze ghańskiej. W sezonie 2013/2014 grał w trzecioligowym Vision FC. W 2014 roku został zawodnikiem serbskiego klubu Radnik Surdulica. 18 października 2014 zadebiutował w jego barwach w Prvej lidze w wygranym 2:1 domowym meczu z FK BSK Borča. W sezonie 2014/2015 wywalczył z Radnikiem awans do Super ligi. W Radniku grał również w sezonie 2015/2016
W lipcu 2016 Owusu przeszedł do tureckiego Gençlerbirliği SK. Nie zaliczył w nim jednak debiutu i w styczniu 2017 odszedł z klubu. W sierpniu 2017 podpisał kontrakt z FK Čukarički. Swój debiut w nim zaliczył 25 sierpnia 2017 w zwycięskim 1:0 wyjazdowym spotkaniu z FK Rad. W Čukaričkim grał do lata 2019.
W sierpniu 2019 Owusu odszedł z Čukaričkiego do saudyjskiego klubu Al-Fayha FC za kwotę 1,5 miliona euro. W nim swój debiut zanotował 24 sierpnia 2019 w zremisowanym 0:0 wyjazdowym meczu z Al-Faisaly FC.
W październiku 2020 Owusu został wypożyczony do Al-Ahli Dżudda. Swój debiut w nim zaliczył 31 października 2020 w przegranym 0:1 wyjazdowym meczu z Ittihad FC. W trakcie sezonu wrócił do Al-Fayha i w sezonie 2020/2021 grał w nim na poziomie drugiej ligi. W sezonie 2020/2021 wywalczył z nim awans do Saudi Professional League.
| Sezon   | Klub              | Kraj             | Rozgrywki                   | Mecze | Gole |
| ------- | ----------------- | ---------------- | --------------------------- | ----- | ---- |
| 2012/13 | Red Bull Ghana    | Ghana            | 2. liga                     | ?     | ?    |
| 2013/14 | Vision FC         | Ghana            | 3. liga                     | ?     | ?    |
| 2014/15 | Radnik Surdulica  | Serbia           | Prva liga                   | 12    | 0    |
| 2015/16 | Radnik Surdulica  | Serbia           | Super liga                  | 30    | 7    |
| 2016/17 | Gençlerbirliği SK | Turcja           | Süper Lig                   | 0     | 0    |
| 2017/18 | FK Čukarički      | Serbia           | Super liga                  | 30    | 4    |
| 2018/19 | FK Čukarički      | Serbia           | Super liga                  | 32    | 7    |
| 2019/20 | FK Čukarički      | Serbia           | Super liga                  | 2     | 0    |
| 2019/20 | Al-Fayha FC       | Arabia Saudyjska | Saudi Professional League   | 28    | 7    |
| 2020/21 | Al-Ahli Dżudda    | Arabia Saudyjska | Saudi Professional League   | 10    | 3    |
| 2021/22 | Al-Fayha FC       | Arabia Saudyjska | Saudi First Division League | 21    | 0    |

## Kariera reprezentacyjna
W reprezentacji Ghany Owusu zadebiutował 25 czerwca 2019 w zremisowanym 2:2 meczu Pucharu Narodów Afryki 2019 z Beninem, rozegranym w Ismailii. Na tym turnieju zagrał również w trzech innych meczach: grupowych z Kamerunem (0:0) i z Gwineą Bissau (2:0) oraz w 1/8 finału z Tunezją (1:1, k. 4:5).
W 2022 Owusu został powołany do kadry na Puchar Narodów Afryki 2021. Na tym turnieju zagrał w jednym meczu grupowym, z Komorami (2:3).